# Hangkusa
Hangkusa is een bestuurslaag in het regentschap Ogan Komering Ulu Selatan van de provincie Zuid-Sumatra, Indonesië. Hangkusa telt 405 inwoners (volkstelling 2010).